# Aleksandr Kazakevič
Aleksandr Kazakevič (Vilnius, 12 giugno 1986) è un lottatore lituano, specializzato nella lotta greco-romana.

## Palmarès
- Giochi olimpici

Londra 2012: bronzo nei 74 kg.
- Europei

Belgrado 2012: bronzo nei 74 kg.